# Coupe du monde de football des moins de 17 ans
Cet article traite de la Coupe du monde de football masculin des moins de 17 ans. Pour la Coupe du monde de football féminin des moins de 17 ans, voir Coupe du monde féminine de football des moins de 17 ans.
La Coupe du monde de football des moins de 17 ans est une compétition internationale de football qui se déroule tous les deux ans dans un pays organisateur. La première édition eut lieu en 1985 en Chine. Les trois premières éditions de la compétition concernaient les moins de 16 ans.

## Qualification
Comme pour les coupes du monde seniors et espoirs, les qualifications sont organisées par les confédérations : AFC, UEFA, CONMEBOL, CONCACAF, CAF et OFC. Elles permettent de désigner les représentants de chaque continent.
Voici la liste des tournois permettant la qualification pour la coupe du monde par continent : 
- Championnat d'Europe de football des moins de 17 ans depuis 2002 pour l'UEFA (avant c'était le Championnat d'Europe de football des moins de 16 ans, de 1982 à 2001)
- Championnat de la CONMEBOL de football des moins de 17 ans pour la CONMEBOL
- Coupe d'Afrique des nations de football des moins de 17 ans depuis 1995 pour la CAF, sur le modèle de la Coupe d'Afrique des nations (avant il s'agit d'éliminatoires à proprement parler de 1985 à 1993 le Tournoi qualificatif de la CAF des moins de 17 ans)
- Coupe d'Asie des nations de football des moins de 16 ans pour l'AFC
- Championnat d'Amérique du Nord, centrale et Caraïbe de football des moins de 17 ans pour la CONCACAF
- Tournoi qualificatif de l'OFC des moins de 17 ans pour l'OFC (qui consiste en des éliminatoires pour la zone Océanie).

### Répartition des places lors de la Coupe du monde
Depuis que la compétition accueille 24 participants en phase finale (depuis 2007), il est attribué une place pour le pays organisateur, et les 23 autres sont réparties ainsi :
- Pour l'Océanie, 1 place (le vainqueur du tournoi)
- Pour l'Asie, 4 places (les quatre demi-finalistes)
- Pour l'Afrique, 4 places (les quatre demi-finalistes)
- Pour l'Amérique du Nord, 4 places (les quatre demi-finalistes)
- Pour l'Europe, 6 places (les quatre demi-finalistes + les 3e de chaque groupe)
- Pour l'Amérique du Sud, 4 places (les quatre premiers du tour final)

Il n'y a pas de barrages, comme pour les seniors.

## Palmarès
| 1re | 1985 | Chine               | Nigeria                                              | 2 − 0                                                | Allemagne de l'Ouest                                 | Brésil        | 4 − 1              | Guinée     |
| 2e  | 1987 | Canada              | Union soviétique                                     | 1 − 1 ap 4 − 2 tab                                   | Nigeria                                              | Côte d'Ivoire | 2 − 1 ap           | Italie     |
| 3e  | 1989 | Écosse              | Arabie saoudite                                      | 2 − 2 ap 5 − 4 tab                                   | Écosse                                               | Portugal      | 3 − 0              | Bahreïn    |
| 4e  | 1991 | Italie              | Ghana                                                | 1 − 0                                                | Espagne                                              | Argentine     | 1 − 1 ap 4 − 1 tab | Qatar      |
| 5e  | 1993 | Japon               | Nigeria (2)                                          | 2 − 1                                                | Ghana                                                | Chili         | 1 − 1 ap 4 − 2 tab | Pologne    |
| 6e  | 1995 | Équateur            | Ghana (2)                                            | 3 − 2                                                | Brésil                                               | Argentine     | 2 − 0              | Oman       |
| 7e  | 1997 | Égypte              | Brésil                                               | 2 − 1                                                | Ghana                                                | Espagne       | 2 − 1              | Allemagne  |
| 8e  | 1999 | Nouvelle-Zélande    | Brésil (2)                                           | 0 − 0 ap 8 − 7 tab                                   | Australie                                            | Ghana         | 2 − 0              | États-Unis |
| 9e  | 2001 | Trinité-et-Tobago   | France                                               | 3 − 0                                                | Nigeria                                              | Burkina Faso  | 2 − 0              | Argentine  |
| 10e | 2003 | Finlande            | Brésil (3)                                           | 1 − 0                                                | Espagne                                              | Argentine     | 1 − 1 ap 5 − 4 tab | Colombie   |
| 11e | 2005 | Pérou               | Mexique                                              | 3 − 0                                                | Brésil                                               | Pays-Bas      | 2 − 1              | Turquie    |
| 12e | 2007 | Corée du Sud        | Nigeria (3)                                          | 0 − 0 ap 3 − 0 tab                                   | Espagne                                              | Allemagne     | 2 − 1              | Ghana      |
| 13e | 2009 | Nigeria             | Suisse                                               | 1 − 0                                                | Nigeria                                              | Espagne       | 1 − 0              | Colombie   |
| 14e | 2011 | Mexique             | Mexique (2)                                          | 2 − 0                                                | Uruguay                                              | Allemagne     | 4 − 3              | Brésil     |
| 15e | 2013 | Émirats arabes unis | Nigeria (4)                                          | 3 − 0                                                | Mexique                                              | Suède         | 4 − 1              | Argentine  |
| 16e | 2015 | Chili               | Nigeria (5)                                          | 2 − 0                                                | Mali                                                 | Belgique      | 3 − 2              | Mexique    |
| 17e | 2017 | Inde                | Angleterre                                           | 5 − 2                                                | Espagne                                              | Brésil        | 2 − 0              | Mali       |
| 18e | 2019 | Brésil              | Brésil (4)                                           | 2 − 1                                                | Mexique                                              | France        | 3 − 1              | Pays-Bas   |
| —   | 2021 | Pérou               | Édition annulée en raison de la Pandémie de Covid-19 | Édition annulée en raison de la Pandémie de Covid-19 | Édition annulée en raison de la Pandémie de Covid-19 |               |                    |            |
| 19e | 2023 | Indonésie           | Allemagne                                            | 2 − 2 ap 4 − 3 tab                                   | France                                               | Mali          | 3 - 0              | Argentine  |
| 20e | 2025 | Qatar               |                                                      | −                                                    |                                                      |               | −                  |            |
| 21e | 2026 | Qatar               |                                                      | −                                                    |                                                      |               | −                  |            |
| 22e | 2027 | Qatar               |                                                      | −                                                    |                                                      |               | −                  |            |
| 23e | 2028 | Qatar               |                                                      | −                                                    |                                                      |               | −                  |            |
| 24e | 2029 | Qatar               |                                                      | −                                                    |                                                      |               | −                  |            |

## Bilan par pays
| Pays             | Vainqueur | Finaliste | Troisième |
| ---------------- | --------- | --------- | --------- |
| Nigeria          | 5         | 3         | 0         |
| Brésil           | 4         | 2         | 2         |
| Ghana            | 2         | 2         | 1         |
| Mexique          | 2         | 2         | 0         |
| Allemagne        | 1         | 1         | 2         |
| France           | 1         | 1         | 1         |
| Union soviétique | 1         | 0         | 0         |
| Arabie saoudite  | 1         | 0         | 0         |
| Suisse           | 1         | 0         | 0         |
| Angleterre       | 1         | 0         | 0         |
| Espagne          | 0         | 4         | 2         |
| Mali             | 0         | 1         | 1         |
| Australie        | 0         | 1         | 0         |
| Écosse           | 0         | 1         | 0         |
| Uruguay          | 0         | 1         | 0         |
| Argentine        | 0         | 0         | 3         |
| Belgique         | 0         | 0         | 1         |
| Burkina Faso     | 0         | 0         | 1         |
| Côte d'Ivoire    | 0         | 0         | 1         |
| Pays-Bas         | 0         | 0         | 1         |
| Portugal         | 0         | 0         | 1         |
| Suède            | 0         | 0         | 1         |

## Pays ayant déjà participé

### AFC
- Arabie saoudite
- Bahreïn
- Chine
- Corée du Nord
- Corée du Sud
- Émirats arabes unis
- Iran
- Japon
- Oman
- Ouzbékistan
- Qatar
- Syrie
- Tadjikistan
- Thaïlande
- Yémen

### CAF
- Algérie
- Afrique du Sud
- Angola
- Burkina Faso
- Cameroun
- Congo
- Côte d'Ivoire
- Égypte
- Gambie
- Ghana
- Guinée
- Malawi
- Mali
- Maroc
- Nigeria
- Niger
- Rwanda
- Sierra Leone
- Soudan
- Togo
- Tunisie
- Sénégal

### CONCACAF
- Canada
- Costa Rica
- Cuba
- États-Unis
- Haïti
- Honduras
- Jamaïque
- Mexique
- Panama
- Trinité-et-Tobago

### CONMEBOL
- Argentine
- Bolivie
- Brésil
- Chili
- Colombie
- Équateur
- Paraguay
- Pérou
- Uruguay
- Venezuela

### OFC
- Australie (depuis 2006 en AFC)
- Nouvelle-Zélande
- Nouvelle-Calédonie
- Îles Salomon

### UEFA
- Allemagne
- Allemagne  de l'Est
- Angleterre
- Autriche
- Belgique
- Croatie
- Écosse
- Espagne
- Finlande
- France
- Hongrie
- Italie
- Pays-Bas
- Pologne
- Portugal
- Russie
- Slovaquie
- Suède
- Suisse
- Tchécoslovaquie
- Tchéquie
- Turquie
- Union soviétique

## Récompenses individuelles
Le meilleur joueur du tournoi, sélectionné par les observateurs, se voit attribuer le « Ballon d'or Adidas », qui a été notamment remporté par Cesc Fàbregas en 2003 et Toni Kroos en 2007.
| Édition | Vainqueur du Ballon d'or    |
| ------- | --------------------------- |
| 1985    | William                     |
| 1987    | Philip Osundu Moussa Traoré |
| 1989    | James Will                  |
| 1991    | Nii Lamptey                 |
| 1993    | Daniel Addo                 |
| 1995    | Mohammed Al-Kathiri         |
| 1997    | Sergio Santamaría           |
| 1999    | Landon Donovan              |
| 2001    | Florent Sinama-Pongolle     |
| 2003    | Cesc Fàbregas               |
| 2005    | Anderson                    |
| 2007    | Toni Kroos                  |
| 2009    | Sani Emmanuel               |
| 2011    | Julio Gómez                 |
| 2013    | Kelechi Iheanacho           |
| 2015    | Kelechi Nwakali             |
| 2017    | Phil Foden                  |
| 2019    | Veron                       |
| 2023    | Paris Brunner               |